# Jonathan C. Friedman
Jonathan C. Friedman (geboren 26. März 1966) ist ein US-amerikanischer Historiker.

## Leben
Jonathan C. Friedman ist Sohn des Historikers Saul S. Friedman. Er studierte Geschichte an der University of Maryland at College Park, seine Magisterarbeit 1990 unter dem Titel The "Third Force" : foreign policy and the role of the Free Democratic Party in West German politics 1948–1990 befasste sich mit der deutschen Nachkriegspolitik. Er wurde 1996 mit der Dissertation Gentile-Jewish relations from the perspective of the Jewish communities in Frankfurt am Main, Giessen, and Geisenheim, 1919–1945 promoviert.
Friedman arbeitete als Historiker am United States Holocaust Memorial Museum und bei der „Survivors of the Shoah Foundation“.  
Friedman lehrt Geschichte an der West Chester University  in West Chester (Pennsylvania) und ist dort Direktor für „Holocaust and Genocide Studies“. Die Studien über die Geschichte der Judenverfolgung im 20. Jahrhundert erweiterte er auf Themen aus Film, Musik und LGBT. 

## Schriften (Auswahl)
- The Lion and the Star. Gentile–Jewish Relations in three Hessian Communities, 1919–1945. University Press of Kentucky, Lexington KY 1998, ISBN 0-8131-2043-8.
- Speaking the unspeakable. Essays on sexuality, gender, and Holocaust survivor memory. University Press of America, Lanham MD u. a. 2002, ISBN 0-7618-2463-4.
- The literary, cultural, and historical significance ot the 1937 biblical stage play „The eternal road“. Edwin Mellen Press, Lewiston NY u. a. 2004, ISBN 0-7734-6325-9.
- Rainbow Jews. Jewish and Gay Identity in the Performing Arts. Rowman & Littlefield, Lanham MD u. a. 2007, ISBN 978-0-7391-1447-6.
- als Herausgeber: Performing difference. Representations of „the other“ in film and theater. University Press of America, Lanham MD 2009, ISBN 978-0-7618-4154-8.
- als Herausgeber: The Routledge history of the Holocaust. Routledge, London u. a. 2011, ISBN 978-0-415-77956-2.
- als Herausgeber mit Robert D. Miller II.: The Highest Form of Wisdom. A Memorial Book in Honor of Saul S. Friedman (1937–2013). KTAV Publishers, Brooklyn NY 2016, ISBN 978-965-524-247-8.